# تختانه‌کران
تختانه‌کران (به لاتین: Taxtanəkəran) روستایی است در بخش رینه در شهرستان آستارا در جمهوری آذربایجان.

## ریشه واژه
کَران در زبان تالشی جمع «که» (به معنی خانه) است و تختانه‌کران یعنی روستای خانه‌های تخته‌ای. واژه که شکل تالشی واژه فارسی کَد به معنی خانه و هم‌ریشه با آن است.